# Lake Barrington, Illinois
Lake Barrington är en ort i Lake County i delstaten Illinois, USA.